# Komutativnost
Za  binarnu operaciju kažemo da je komutativna na skupu S ako vrijedi da je:
{\displaystyle (\forall x,y\in S),\ (x*y=y*x)}
Primjeri komutativnih binarnih operacija su zbrajanje i množenje na skupovima prirodnih, cijelih, racionalnih, realnih ili kompleksnih brojeva {\displaystyle (\mathbb {N} ,\mathbb {Z} ,\mathbb {Q} ,\mathbb {R} ,\mathbb {C} )}